# Gorenjski slavček
Gorenjski slavček je komična opera v treh dejanjih Antona Foersterja. Libreto je napisala Luiza Pesjak. Gorenjski slavček je nastal na pobudo Dramatičnega društva, ki je leta 1869 razpisalo nagrado za slovensko opereto. Skladatelj je zložil dvanajst glasbenih točk in jih povezal v dve dejanji. Ker je bilo med točkami še govorjeno besedilo, je bil sprva opereta. Krstna predstava operete je bila v ljubljanskem Deželnem gledališču leta 27. aprila 1872. V vlogi Minke je nastopila sopranistka Antonija Svetek, pel je tudi Josip Nolli, poleg ostalih pevcev pa je nastopil še Avgust Pucihar, takrat zelo dejaven pri uprizarjanju domačih del. Glasbeno vodstvo je prevzel skladatelj.
Leta 1895 jo je Foerster predelal v opero. Besedilo je dopolnil in popravil Smetanov libretist Emanuel Züngl v Pragi, dokončno revizijo besedila pa je prispeval pesnik Engelbert Gangl. Premiera opere je bila v Ljubljani leta 1896 in je doživela lep sprejem.
Opera je nato doživela več predelav; najpomembnejša je predelava Karla Jeraja (1922), ki jo večinoma izvajajo še danes, predelava Mirka Poliča (1937) pa se je že oddaljila od izvirnika. Leta 2024 so novo, sodobnejšo predelavo izvedli v avstrijskem Gradcu, kar šteje za prvo izvedbo v slovenskem jeziku v tujini. Že leta 1910 je bila sicer opera izvedena v Brnu, a v češčini.
Preprostost in razumljivost zgodbe, sporočilnost, dogajanje v domačem okolju, komične situacije, ljudske pesmi, navidezna »zmaga« nad tujcema, ljubka, iskrena glasba - vse to so dejavniki, ki Gorenjskega slavčka uvrščajo še danes med največkrat izvajane in najbolj priljubljene slovenske opere.

## Osebe
- Majda, vdova - mezzosopran
- Minka, njena hči - sopran
- Franjo, študent, zaljubljen v Minko - tenor
- Lovro, njegov prijatelj - bariton
- Chansonette, francoski učitelj petja - bariton
- Ninon, njegova žena - sopran
- Štrukelj, župan - bas
- Rajdelj, njegov jecljajoči pomočnik in pisar - tenor
- Krčmar - bas
- kmetje in vaščani

## Vsebina

### Prvo dejanje
Dogajanje je postavljeno na vas v okolici Bleda na Gorenjskem pred letom 1848. Na levi strani je krčma, pred njo košata lipa, pod njo miza s klopjo, na desni je Majdina hiša. V ozadju se dviga Triglav. 
Uvodni moški zbor prvega dejanja »Gorenjci ljudje smo veseli« nam naslika in razodene lepote domače zemlje. V vas pride Franjo, ki se je po dolgem času vrnil iz tujine. Prvi se ga razveseli prijatelj Lovro in mu izreče dobrodošlico. Arija Franja, ki sledi, nam razkriva hrepenenje in ljubezen do domače vasi in domovine (je tudi hkrati najbolj znana arija v operi):
»Veselje in radost,
doma sem doma.
Brezmejna mi sreča
v srcu igra.
Triglava pozdravljam
višavo lepo
in skoro uklanjam
kolena pred njo!
Orjaško se dviga
v oblake svetle
ponos je in dika
slovenske zemlje!
Podobe mamljive
visoki je čar,
navdušil mi srce
v tujini vsikdar.
In sreča, veselje
nji blizu sem zdaj,
in spet domovine
obdaja me raj!«
Zasliši korake in se skrije za lipo, ker noče, da bi se srečal z nikomer razen z ljubljeno Minko. Na prizorišče pa pride nihče drug kot Minka s srpom v roki in s pesmijo »Nebeško sonce« v grlu. Tudi sama pogreša Franja in ko jo slednji ugleda, je veselje ob snidenju veliko in ponovno si izpovesta ljubezen.  Ljubezenskemu duetu sledi nastop francoskega učitelja petja Chansonetta in njegove žene Ninon, ki prideta v vas iskat dekle z najlepšim glasom. Naletita na zaljubljenega Franja, ki jima odvrne, da je najlepši glas samo v njegovem srcu. Sedeta na klop pred krčmo, kjer Chansonette ugleda zbor deklet in jih povabi bliže. Slikovit in melodičen prizor »Allons, allons deklice moje« v katerem preizkusi glasove deklet, mu vseeno ne razkrije glasu, ki ga išče in prvo dejanje je pri kraju.

### Drugo dejanje
Francoz žalostnega obraza v krčmi ugotovi in potoži ženi, da svojega slavčka ni našel, vendar časa za žalost ni, saj na prizorišče stopi smešna dvojica - naglušni župan Štrukelj in njegov pomočnik Rajdelj. Brž jima v oči padeta izstopajoča tujca, zato župan ukaže pomočniku, naj se jima v njegovem imenu pokloni. Rajdelj skaklja in se jima globoko priklanja, zato pri obeh Francozih sproži smeh. Ko smeha vredna dvojica odide naprej po opravkih, Chansonette povpraša krčmarja, če morda on ve, kje živi deklica slavček, ki ima najlepši glas. Krčmar pove, da je slavček revna kovačeva hči Minka. Izza odra se zasliši Minkin glas. Tujec je navdušen, in ko deklica stopi na prizorišče, jo povabi predse. Obljubi ji, da ji bo izšolal glas, če odide z njim v svet. Odgovoriti jima ne utegne, ker jo v tem pokliče njena mati Majda in hitro odide domov. Tam ji mati pove, da če ne zbere 200 goldinarjev za najemnino do naslednjega dne, bo morala zapustiti hišo in bosta tako obe ostali brez strehe nad glavo. Priložnost zasluti tudi tujec, ki je poslušal pogovoru ter v zameno, da Minka odide z njim v svet, Majdi podari denar. Na prizorišču se pojavi Franjo z namenom pozdraviti Minkino mater in ko zve zanj strašno novico, nemudoma pokliče iz krčme župana, Rajdla ter Lovra ter jih zaprosi za pomoč. V finalnem oktetu drugega dejanja, ki sledi, vsak zase komentira nastalo situacijo. 

### Tretje dejanje
Pričenja ga mešani zbor fantov in deklet, ki se vračajo iz žetve in pojo. Tu je skladatelj zboru namenil venček oziroma potpuri narodnih pesmi po svojem izboru in instrumentaciji ter s tem pokazal, da je imel v času ustvarjanja dela v mislih »opero za širše množice«. Venčku sledi še ljudski ples v tričetrtinskem taktu. Tercet Štruklja, Rajdla in Lovra »Pst, pst, pst zdaj molčimo« razkrije njihov načrt, kako zadržati Minko doma. Tudi mati noče, da bi jo hči zapustila, zato slavčku pove, da bo raje vrnila denar Francozu in tako izgubila hišo, kakor pa da bi ostala sama. Vendar se Minka s tem ne strinja, zato pregovori Majdo, da ji končno podari blagoslov. Chansonette začne priganjati Minko, da je napočil čas odhoda. Vendar se vrli Gorenjci ne dajo kar tako. V imenu zakona prihitijo Štrukelj, Rajdelj in Lovro ter ukažejo zadržati tujca. Brž sestavijo malo sodišče in razprava zoper učitelja petja se prične. Župan predstavi obtožnico. Sodba, ki sledi in jo prebere Rajdelj, pravi, da je obsojen na 200 frankov globe in na izgon iz vasi ter Ljubljane z biričevo pomočjo. Vsi pa kmalu sprevidijo, da je Chansonette Majdi hotel le pomagati in je ni izsiljeval s hčerkinim odhodom. Zato sodba postane neveljavna, Franjo nazdravi s tujcem, le-ta pa ljudem podaja roke in se zahvaljuje.
Tujec prej podarjenega denarja noče nazaj, saj vidi, da bo slavček najlepše pel doma, kjer je ljubezen ter zato Minki in Franju zaželi obilo sreče, njegov slavček pa mu obljubi, da ga ne bo nikoli pozabil. Med slavjem prihiti sel in oznani novico, da je Chansonette povišan v dvornega učitelja in da se mora nemudoma vrniti v Pariz. Tujca se hitro poslovita od domačinov, Minka in Franjo pa si tokrat pred vsemi izpovesta ljubezen. Na vasi se začuje večerni zvon in dejanje se v zadovoljstvo vseh konča.